# George W. Ray

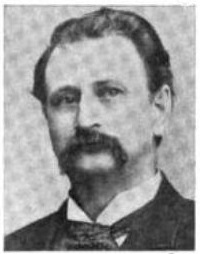
Georges Washington Ray

George Washington Ray (* 3. Februar 1844 in Otselic, New York; † 10. Januar 1925 in Norwich, New York) war ein US-amerikanischer Jurist und Politiker. Zwischen 1883 und 1885 sowie zwischen 1890 und 1902 vertrat er den Bundesstaat New York im US-Repräsentantenhaus.

## Werdegang
George Washington Ray wurde ungefähr zwei Jahre vor dem Ausbruch des Mexikanisch-Amerikanischen Krieges im Chenango County geboren. Er besuchte Gemeinschaftsschulen und die Norwich Academy. Während des Bürgerkrieges diente er als Private in der Kompanie B der 19. New York Volunteers und als Clerk in der 1. Brigade der 1. Division im 19. Army Corps. Nach dem Ende des Krieges nahm er seinen Abschied. Er studierte Jura. Nach dem Erhalt seiner Zulassung als Anwalt im November 1867 begann er zu praktizieren. Politisch gehörte er der Republikanischen Partei an. Er hatte den Vorsitz im Republican County Committee vom Chenango County und war 1880 Mitglied im Republican State Committee.
Bei den Kongresswahlen des Jahres 1882 für den 48. Kongress wurde Ray im 21. Wahlbezirk von New York in das US-Repräsentantenhaus in Washington, D.C. gewählt, wo er am 4. März 1883 die Nachfolge von Ferris Jacobs junior antrat. Er schied nach dem 3. März 1885 aus dem Kongress aus.
Nach seiner Kongresszeit saß er im Bildungsausschuss der Norwich Academy und der Union Free School.
Im Jahr 1890 kandidierte er im 26. Wahlbezirk von New York für den 51. Kongress. Nach einer erfolgreichen Wahl trat er am 4. März 1891 die Nachfolge von Milton De Lano an. Er wurde fünf Mal in Folge wiedergewählt. Am 11. September 1902 trat er von seinem Sitz im Kongress zurück und nahm die Ernennung zum Bundesrichter für den nördlichen Distrikt von New York an. Während seiner Kongresszeit hatte er den Vorsitz über das Committee on Levees and Improvements of the Mississippi River (54. Kongress), das Committee on Invalid Pensions (55. Kongress) und das Committee on the Judiciary (56.) und (57. Kongress).
Ray bekleidete bis zu seinem Tod den Richterposten. Er verstarb am 10. Januar 1925 in Norwich und wurde dann auf dem Mount Hope Cemetery beigesetzt.